# Pitbull (raper)
Pitbull, właśc. Armando Christian Pérez (ur. 15 stycznia 1981 w Miami) – amerykański wokalista, raper, autor tekstów i remixów oraz producent muzyczny pochodzenia kubańskiego.
Pitbull pierwsze kroki w biznesie muzycznym postawił, pojawiając się gościnnie na płycie Kings of Crunk Lil Jona w 2002 roku. W 2004 roku premierę miał jego debiutancki album studyjny, M.I.A.M.I. (skrót od Money Is a Major Issue), wydany nakładem TVT Records. W 2006 i 2007 roku ukazały się kolejne dwa wydawnictwa Pitbulla, odpowiednio: El Mariel i The Boatlift. Czwarty album rapera, Rebelution z 2009 roku, stanowił przełom w jego dotychczasowej karierze; z tejże płyty pochodził pierwszy międzynarodowy hit w dorobku Pitbulla – „I Know You Want Me (Calle Ocho)”. Utwór dotarł na szczyt listy European Hot 100, a także uplasował się na 2. miejscu zestawienia Billboard Hot 100. W odpowiedzi na ten sukces raper podpisał kontrakt z Polo Grounds Music, by następnie powołać do życia własną wytwórnię płytową, Mr. 305 Inc. Łączna sprzedaż cyfrowa wszystkich singli z Rebelution oraz samego albumu wyniosła na świecie ponad 7,5 mln kopii.
Pitbull prowadzi własny, hiszpańskojęzyczny program La Esquina na antenie telewizji kablowej Mun2.
W 2005 roku Pérez założył wraz z Seanem „Diddym” Combsem wytwórnię Bad Boy Latino, podlegającą należącej do Diddy’ego Bad Boy Records. Wytwórnia skupia się przede wszystkim na trzech gatunkach muzycznych: latin soulu, latin hip hopie oraz muzyce tropikalnej. Biura Bad Boy Latino znajdują się w Miami oraz w Nowym Jorku. Pitbull jest nie tylko współzałożycielem wytwórni, ale również odpowiedzialny jest za A&R.

## Wczesne życie
Armando Christian Pérez urodził się 15 stycznia 1981 roku w Miami na Florydzie jako syn kubańskich emigrantów. Stąd wziął się jego drugi pseudonim artystyczny – Mr 305 (305 to numer kierunkowy do Miami w hrabstwie Dade). Rodzice od najmłodszych lat uczyli go recytacji poezji José Martíego. Rodzice Pitbulla rozeszli się, gdy ten był dzieckiem; raper był następnie wychowywany przez matkę, jednak kolejne lata spędził w rodzinie zastępczej w Roswell, w stanie Georgia. Szesnastoletni wówczas Pérez został wyrzucony z domu, jako że został dilerem narkotyków; tak jak w przeszłości jego ojciec. Pitbull ukończył Miami Coral Park High School, a następnie skupił się na muzyce i rozwoju swojej kariery.
Jak sam przyznał, na początku swojej działalności Pitbull napotykał wiele trudności ze względu na biały kolor skóry, południowe pochodzenie, a także kubańskie korzenie. Pitbull podkreślił, że dużą inspirację dla jego twórczości stanowił Miami bass, a także dokonania Celii Cruz i Willy’ego Chirino.

## Kariera muzyczna

### 2000–2003: Luke Records i TVT Records
W 2001 roku Pitbull podpisał kontrakt z wytwórnią Luke Records, zaoferowany przez Julliana Boothe’a, ówczesnego zastępcę dyrektora do spraw A&R. W tym samym roku duet producencki Diaz Brothers przedstawił Péreza Robertowi Fernandezowi z Famous Artist Music & Management, czyli niezależnej wytwórni i jednocześnie firmy zajmującej się menedżmentem artystów. Fernandez „dostrzegł w nim zapał i głód pracy”, dlatego wraz z końcem umowy z Luke Records, raper związał się z Famous Artist Music & Management. Fernandez i Pitbull skupili się na tworzeniu muzyki o charakterze bardziej radiowym; Fernandez skomentował później: „W tamtym okresie jego muzyka zawierała masę wersów, przez co dojście do refrenu zajmowało zbyt wiele czasu. Dlatego zabraliśmy się za produkcję piosenek chwytliwych, angażując się mniej w ich stronę rapową”. W tamtym okresie Pitbull nagrał ponad 50 nowych utworów.
Fernandez przedstawił Pitbulla Lil Jonowi, licząc, że początkujący wówczas Pérez dostanie szansę gościnnego udziału w którejś z piosenek Lil Jona na jego nowy album studyjny, Kings of Crunk. Lil Jon zaoferował, że umieści na Kings of Crunk samodzielny utwór Pitbulla „Pitbulls Cuban Ride Out”, by pomóc w rozwoju jego popularności.

### 2004–2005:M.I.A.M.I.
W 2004 roku Pitbull wydał debiutancki album, M.I.A.M.I., który promował singel „Culo”, wyprodukowany przez Lil Jona i Diaz Brothers. Utwór uplasował się na 32. miejscu Billboard Hot 100, a także na 11. pozycji listy Hot Rap Tracks. Pitbull pojawił się gościnnie w utworach „Shake” Ying Yang Twins oraz „Hit the Floor” rapera Twista. W 2005 roku Pérez pełnił rolę supportu podczas kilku koncertów Eminema i 50 Centa w ramach trasy Anger Management Tour.
W tamtym okresie wytwórnie TVT Records (czyli do której aktualnie należał Pitbull), a także Slip-N-Slide Records prowadziły walkę prawną o to, która z nich powinna wydać album Welcome to the 305, który raper nagrał w 2001 roku. Sąd w Miami orzekł, że to Slip-N-Slide posiada prawa do materiału, jaki Pitbull zarejestrował jeszcze przed przystąpieniem do wytwórni TVT Records. W marcu 2007 roku TVT została zobowiązana do zapłaty Slip-N-Slide kwoty 9.1 milionów dolarów, jako że TVT próbowała zablokować premierę Welcome to the 305.

### 2006–2008:El MarieliThe Boatlift
W styczniu 2006 roku Pitbull pojawił się gościnnie w serialu telewizji UPN, South Beach, a krótko po tym nagrał wraz z Wyclefem Jeanem, Carlosem Poncem oraz Olgą Tañón utwór „Nuestro Himno”. W tym samym okresie Pérez udzielił się w trzech piosenkach DJ-a Khaleda z jego debiutanckiego albumu solowego Listennn... the Album.

Pitbull występujący podczas balu promocyjnego w Alhambra High School, w 2007 roku

W październiku 2006 roku ukazał się drugi album studyjny rapera, El Mariel. Jego tytuł jest odniesieniem do nazwy miasta, z którego Kubańczycy emigrowali na Florydę w filmie Scarface: Człowiek z blizną. Pérez zadedykował tę płytę swojemu ojcu, który zmarł tego samego roku, w maju. Poza utworami typowo imprezowymi, Pitbull zawarł na albumie piosenki poruszające tematy polityczne. El Mariel zadebiutował na szczycie listy Billboard Independent Albums, a także na 17. miejscu Billboard 200.
W maju 2007 roku na antenie stacji telewizji kablowej mun2 zadebiutował prowadzony przez Pitbulla program Pitbull’s La Esquina.
W listopadzie 2007 roku premierę miał album z remiksami Money Is Still a Major Issue, zawierający jedną nową ścieżkę – „Everybody Get Up”, czyli duet z grupą Pretty Ricky. W tym samym miesiącu wydana została trzecia płyta studyjna Pitbulla, zatytułowana The Boatlift, promowana przez główny singel „Secret Admirer”, nagrany z udziałem Lloyda. Sam raper przyznał, że album ten będzie reprezentował gangsta rap w stopniu większym, niż jego wcześniejsze produkcje.

### 2009–2010:RebelutioniArmando
Premierę czwartego albumu rapera, Rebelution, poprzedziła publikacja singla „I Know You Want Me (Calle Ocho)”, który okazał się przełomem w karierze Pitbulla. Utwór dotarł do 2. miejsca listy Billboard Hot 100, a także na szczyt European Hot 100. Jako że jego dotychczasowa wytwórnia płytowa, TVT Records, zakończyła działalność, Pérez podpisał kontrakt z Polo Grounds Music, a następnie utworzył własną wytwórnię, Mr. 305 Inc. Wśród innych singli z płyty były m.in.: „Blanco” z udziałem Pharrella Williamsa, a także „Hotel Room Service”. 19 sierpnia 2009 roku zarząd Miami podarował Pitbullowi honorowy „klucz do miasta”.
Pitbull w 2010 roku postanowił wyruszyć w trasę koncertową dookoła świata, promując przy tym swój nowy, pierwszy w pełni hiszpańskojęzyczny album Armando.
W tym samym roku Pitbull wziął udział w nagrywaniu utworu „Somos El Mundo”, czyli hiszpańskiej wersji „We Are the World”, stworzonej, by wesprzeć ofiary trzęsienia ziemi na Haiti. Gościnnie udzielił się on ponadto w piosence „Armada Latina” grupy Cypress Hill. Następnie Pérez współpracował z Alexandrą Burke przy okazji utworu „All Night Long”, a także z Usherem nad singlem „DJ Got Us Fallin' in Love”, który również okazał się hitem.
3 maja 2010 roku ukazuje się kolejny hit I like it, w którym Pitbull występuje z Enrique Iglesiasem.
2 listopada 2010 roku ukazał się pierwszy hiszpańskojęzyczny album Pitbulla, Armando. W tamtym roku raper otrzymał ponadto siedem nominacji do nagród Latin Billboard Awards.

### Od 2011:Planet Pit
Premierę albumu poprzedził teledysk Hey Baby, z gościnnym udziałem T-Paina. Utwór szybko zyskał popularność i rozpoznawalność na całym świecie.
21 czerwca 2011 roku premierę miał kolejny, szósty album Pitbulla, Planet Pit, który był niewątpliwym sukcesem i stał się najchętniej słuchanym albumem artysty. Płyta zadebiutowała na 7. miejscu Billboard 200. Raper stał się ponadto twarzą wódki Voli Vodka, nabywając jednocześnie udziały w produkującej ją firmie.
22 marca 2011 roku opublikowany został drugi singel z albumu Planet Pit, „Give Me Everything” z udziałem Ne-Yo, Afrojacka i Nayer; stał się on pierwszym utworem w karierze Pitbulla, który dotarł na szczyt Billboard Hot 100.
Kolejnym również sławnym singlem z albumu Planet Pit był Rain Over Me, gościnnie z Markiem Anthonym. Następnym hitem stał się czwarty już singiel albumu – International Love, z występem Chrisa Browna. 2 maja 2011 roku Pérez i wokalistka Mýa wystąpili podczas WWE Monday Night RAW, by świętować urodziny Dwayne’a „The Rock” Johnsona. Z kolei 1 sierpnia Pitbull był gościem muzycznym w programie talk show Conan.

### Kariera muzyczna: lata 2011–2014
18 lutego 2011 roku Pérez pojawił się gościnnie na singlu „On the Floor” Jennifer Lopez. Kawałek ten był międzynarodowym przebojem, a obecnie znajduje się na liście najlepiej sprzedających się singli wszech czasów. Od tamtej pory J-Lo co jakiś czas nagrywa z nim kawałki, np. Dance Again (2012) lub Live it up (2013). W 2014 roku Pitbull, Jennifer oraz brazylijska gwiazda Claudia Leitte zostali wybrani przez FIFA oraz Sony Music i zaśpiewali piosenkę na otwarcie mundialu w Brazylii – We are one, który stał się przebojem roku.
2012 rok Pitbull urozmaicił swoim, siódmym już albumem, Global Warming. Na albumie znajdują się efekty współpracy z takimi artystami, jak Christina Aguilera, Chris Brown, Jennifer Lopez, The Wanted, Shakira, Afrojack, Usher i Enrique Iglesias.
W 2013 roku Pitbull wydał album Meltdown, który był swoistą kontynuacją poprzedniego – Global Warming. Wielkim sukcesem okazał się singiel promujący płytę – Timber, z gościnnym występem Keshy.
Pitbull był gospodarzem popularnego show amerykańskiego American Music Awards w 2013 roku. W 2014 roku ponownie został wybrany na prowadzącego show.
Rok 2014 dostarczył kolejny album znanego artysty, zatytułowany Globalization. Album promują dobrze znane single: Fireball, Time of lives (z udziałem Ne-Yo), Celebrate oraz Fun (z udziałem Chrisa Browna). Płyta zawiera również utwory z gościnnymi występami artystów, takich jak Jason Derulo, Juicy J, czy Sean Paul.
Od roku 2014 Pitbull organizuje coroczną imprezę sylwestrową Pitbull New Year’s Eve Revolution, Na scenie w Miami można oglądać znane gwiazdy.

## Dyskografia
- M.I.A.M.I. (2004)
- El Mariel (2006)
- The Boatlift (2007)
- Rebelution (2009)
- Armando (2010)
- Planet Pit (2011)
- Global Warming (2012)
- Global Warming: Meltdown (2013)
- Globalization (2014)
- Dale (2015)
- Climate Change (2017)
- Libertad 548 (2019)

## Trasa koncertowa
- 2009–2011: Rebelution Tour
- 2012: Planet Pit World Tour
- 2013: North American Tour 2013 (z Kesha)
- 2015: Pitbull Live in Hong Kong
- 2015–2018: Pitbull: Time of Our Lives
- 2016: Bad Men Tour (z Robin Thicke)
- 2017: Enrique Iglesias and Pitbull Live (z Enrique Iglesias)
- 2024: Pitbull Party after dark tour